# 会津高田站
會津高田站（日语：／ Aizu-takada eki */?）是一個位於福島縣大沼郡會津美里町字柳台甲，屬於東日本旅客鐵道（JR東日本）只見線的鐵路車站。

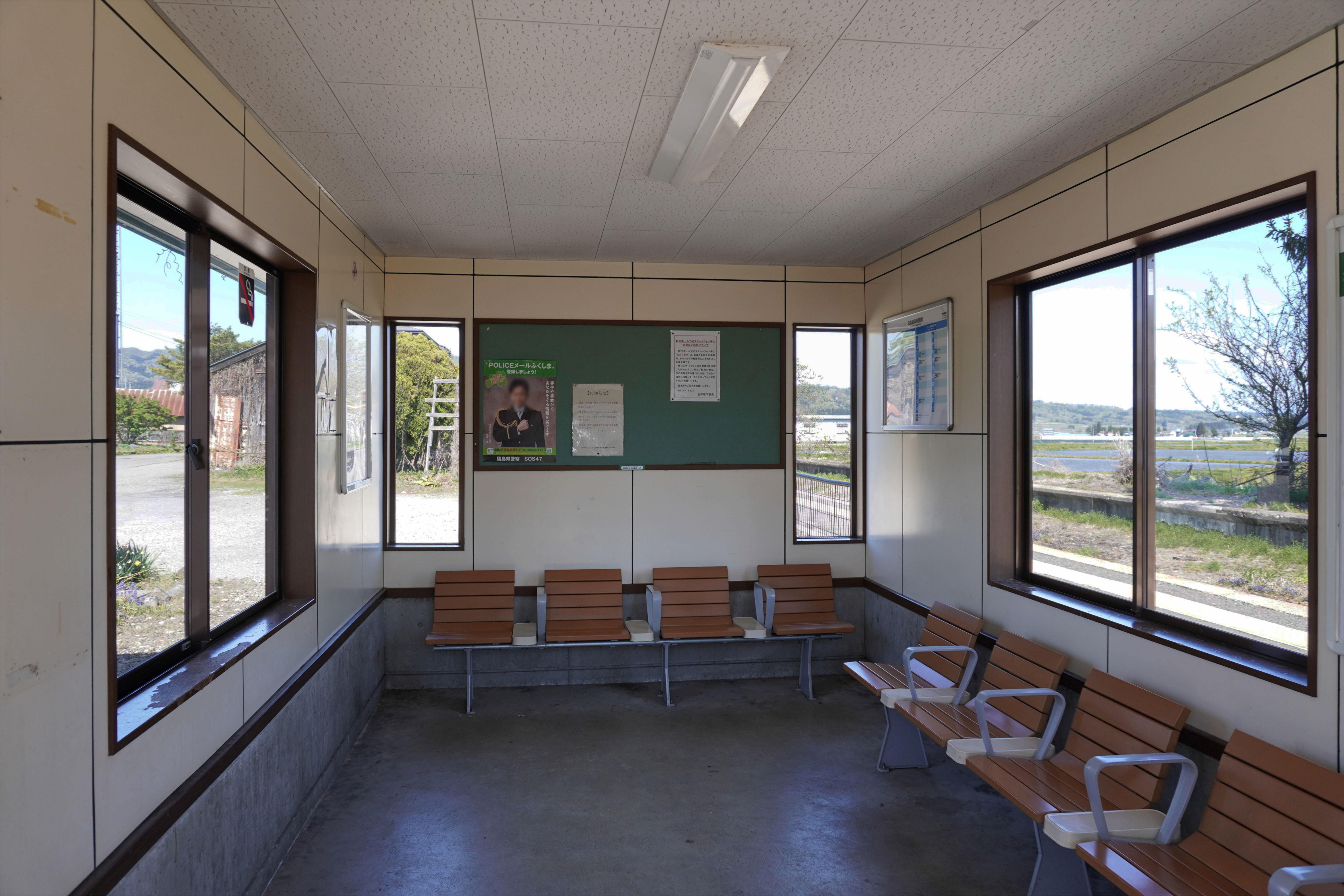
候車室內（2023年4月）

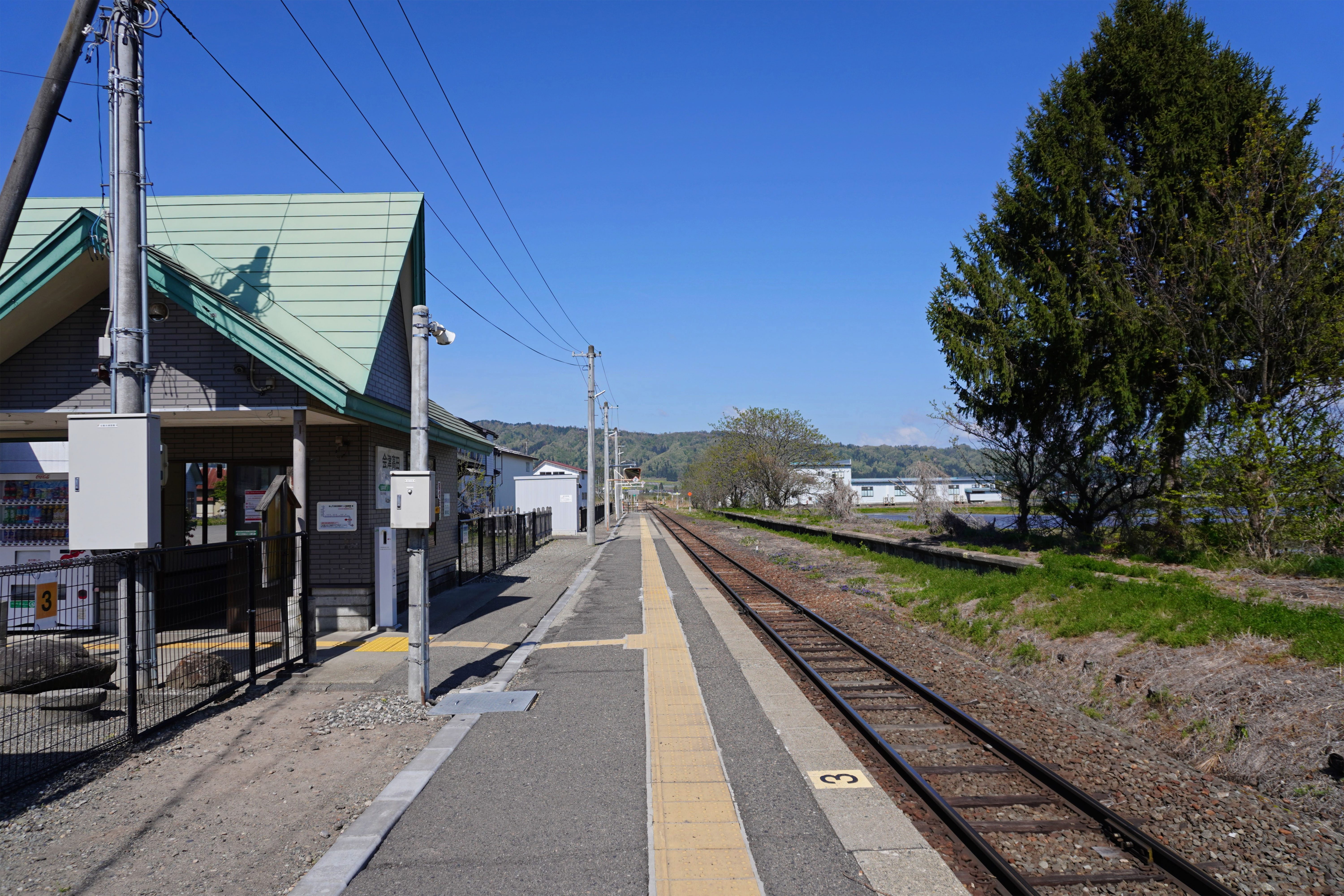
月台（2023年4月）

## 車站結構
側式月台1面1線的地面車站。

## 相鄰車站
東日本旅客鐵道
■只見線
會津本鄉－會津高田－根岸